# Désirée Clary
Bernardine Eugénie Désirée Clary (8. listopadu 1777 v Marseille, Francie – 17. prosince 1860 ve Stockholmu, Švédsko), provdaná 1798 Désirée Bernadotte, se stala 1818 pod jménem Desideria královnou Švédska a Norska.

## Předkové
Jméno Clary je široce rozšířené v různých oblastech. Četní badatelé se pokoušejí nalézt – zatím bez úspěchu – původ jména. Nelze zatím jednoznačně určit, odkud marseillesští Claryové pocházeli. Někteří hledají původ v Dauphiné, jiní v Albi. První doložené zprávy z Marseille mluví o muži jménem Jaques Clary, který se oženil 24. listopadu 1690 Catherinou Barosse v kostele Sv. Martina v Marseille. Jejich syn Joseph (1693–1748) uzavřel sňatek 27. února 1724 s Francoise-Agnes Amauricc. Z tohoto spojení vzešel François Clary, otec Désirée.

## Dětství
Otec François Clary se narodil 24. února 1725. Byl rejdařem a obchodníkem a svými obchodními aktivitami si vydobyl značné jmění. Byl dvakrát ženat. Z manželství s první ženou Gabrielle Fleechon, s kterou se François oženil 13. dubna 1751, se narodily čtyři děti: François-Joseph, Marie-Jeanne, Marie-Therèse-Katherine a Ethienne-François. Gabrielle zemřela 4 měsíce po posledním porodu 3. května 1758. Již následující rok 26. června 1759 se otec François žení opět. Jeho vyvolenou se stala Françoise-Rose Somis. Ta porodila dalších devět dětí: Nicolase-Josepha, Josepha-Honoré, Rose, Lucii, Justiniena, Honorinu, Julii, Basila a Désirée. Nejmladší, třinácté dítě Eugenia Bernardine Désirée Clary, spatřila světlo světa 8. listopadu 1777 v Marseille. Den po narození byla pokřtěna v kostele Saint-Ferréol. Za kmotry jí šli sestra matky Bernardine-Catherine de Somis a manžel její nevlastní sestry Jeanne Louis Honoré Le Jeans.

## Mládí a zasnoubení s Napoleonem
O mládí Désirée je známo jen málo. Je pravděpodobné, že byla vychovávána v jednom marseilleském klášteře. V pozdním věku se vyjádřila, že na otcovský dům si vzpomíná jen útržkovitě a nejasně. V roce 1793 se Eugenie (teprve později si nechala říkat Désirée, ačkoli Napoleon to neakceptoval a stále jí jmenoval Eugénie) seznámila s chudou rodinou korsických emigrantů Buonaparte (od r. 1796 Bonaparte), když se snažila pomoci propuštění svého bratra Etienna z vězení a náhodou se setkala s Josephem Buonapartem. Toho představila své sestře Julii. Dle jiné verze se s Josephem Buonapartem seznámila její matka a z vděčnosti za pomoc při záchraně Etienna jej pozvala domů. Brzy poté se Désirée zamilovala do Josephova bratra Napoleona. Mezi léty 1795 – 1796 zasnoubena s mladým bezvýznamným generálem. V srpnu 1794 se Joseph oženil s Julií Claryovou, když náklady na svatbu hradila z větší části rodina Claryových. Ta se ostře postavila proti sňatku Désirée s Napoleonem (bratr Etienne: „jeden Bonaparte v rodině je až dost“) a Napoleon se seznámil v Paříži s vdovou Joséphine de Beauharnais, krásnou a vlivnou, a r. 1796 vstoupil do svazku manželského s ní. Désirée byla velmi zklamaná, ale jak reagovala a co přesně dělala, je po dobu půl roku naprosto nezmapováno a dává prostor k dohadům a spekulacím (nejznámější spekulace je z pera Annemarie Selinko v románu Désirée).

## Sňatek s generálem Bernadotte a královna Švédska a Norska
17. srpna 1798 uzavírá manželství s generálem Jeanem-Baptistem Bernadottem, přítelem Josepha a Luciena Bonapartových, kteří byli též na svatbě svědky. Následující rok přichází na svět jejich syn Oskar (4. července 1799), pozdější švédský král Oskar I. Roku 1810 byl Bernadotte, mezitím maršál Francie (1804) a vévoda z Ponte Corvo (1806), adoptován bezdětným švédským králem Karlem XIII. a stal se jako Karel Jan korunním princem švédským; smrtí Karla XIII. se stal králem jako Karel XIV. Po korunovaci manžela se Désirée stala švédskou a norskou královnou Desiderií. Třebaže její manžel a syn žili od r. 1810 ve Švédsku, zůstala Désirée dále v Paříži až do roku 1823, převážně pod pseudonymem hraběnka z Gotlandu. Důvodem mohly být zdravotní problémy v severském klimatu (roku 1810 se při pobytu v Stockholmu necítila zdravotně dobře), tak i averze k cizímu prostředí. Často se svou sestrou Julií navštěvovala lázně a roku 1819 se intimně sblížila s knížetem Armandem Emmanulem Plessis de Richelieu. Jejich vztah trval asi 2 roky. Teprve roku 1823 při příležitosti svatby svého syna Oskara s Josephinou z Leuchtenbergu (dcera Evžena de Beauharnais, syna Josephiny Beauharnaisové, bývalé vítězné sokyně Désirée), přijíždí Désirée 19. června 1823 s nevěstou do Stockholmu. Ve Švédsku již zůstala. Teprve 21. srpna 1829 proběhla její slavnostní korunovace. Pobývala odloučena od svého muže na zámku Rosersberg nedaleko Sigtuny. 3. března roku 1844 ovdověla a na švédský trůn nastoupil její syn Oskar. 17. prosince roku 1860 odjela do Stockholmu zhlédnout inscenaci Calderónova dramatu „Život je sen“ – titul jako by charakterizoval i její život. Po návratu z divadla zemřela náhle na schodišti královského zámku ve Stockholmu.
Dnešní královská rodina švédská stále nosí rodinné jméno Bernadotte.

## Tituly
- 8. listopadu 1777 – 17. srpna 1798: Mademoiselle Bernardina Evženie Désirée Clary
- 17. srpna 1798 – 5. června 1806: Madame Bernadotte
- 5. června 1806 – 26. září 1810: Její Královská Výsost princezna z Pontecorvo
- 26. září 1810 – 5. listopadu 1810: Její Královská Výsost princezna z Pontecorvo, švédská princezna
- 5. listopadu 1810 – 4. listopadu 1814: Její Královská Výsost švédská korunní princezna
  - ve Francii: léto 1811 – 13. června 1823: hraběnka z Gotlandu
- 4. listopadu 1814 – 5. února 1818: Její Královská Výsost švédská a norská korunní princezna
- 5. února 1818 – 8. března 1844: Její Veličenstvo švédská a norská královna
- 8. března 1844 – 17. prosince 1860: Její Veličenstvo švédská a norská královna vdova

## Vyznamenání
- dáma Řádu svaté Alžběty – Bavorské království[2]